# For Crimin' Out Loud
For Crimin' Out Loud é um curta-metragem estadunidense de 1956, dirigido por Jules White. É o 170º filme de um total de 190 da série com os Três Patetas produzida pela Columbia Pictures entre 1934 e 1959. Esse foi o último filme de Shemp Howard.

## Enredo
Os Três Patetas são detetives particulares da Agência Milagrosa (conforme dublagem brasileira, cujo nome é explicado como "se desvendarmos o crime será um milagre") e são contratados pelo milionário John Goodrich (chamado pela dublagem brasileira de "Conselheiro Pardal", interpretado por Emil Sitka) que suspeita que sua sobrinha (Christine McIntyre) tenha se associado a bandidos e planeja matá-lo. Ele dá aos Patetas o endereço de sua mansão e o trio se dirige para lá com equipamento de detetive. Quando estão na mansão, os Patetas sofrem diversos atentados feitos pelos bandidos enquanto procuram pelo milionário: Shemp bebe um líquido envenenado enquanto Moe e Larry são perseguidos por um monstruoso bandido enquanto outro dispara balas de revólver contra eles. O trio descobre que Goodrich ainda vive mas no final há uma grande luta contra os bandidos num quarto com as luzes apagadas. Shemp consegue nocautear os vilões usando uma pá da lareira mas ao explicar aos companheiros como fizera, ele os desacorda também. Então ele próprio se bate com a pá na cabeça e o filme termina com todos nocauteados.